# なんでだろう 〜こち亀バージョン〜
「なんでだろう 〜こち亀バージョン〜」（なんでだろう こちかめバージョン）は、テツandトモの1枚目のシングル。2003年2月5日にポニーキャニオンから発売された。

## 概要
- CDデビュー作品
- CD-EXTRA仕様
  - WMVファイルによる「なんでだろう 〜両さんバージョン〜」の動画クリップが収録。Windows Media Playerで再生可能。
- フジテレビ系アニメ『こちら葛飾区亀有公園前派出所』エンディングテーマ
- 表題曲等は、彼らの芸を『こち亀』関係のネタで行ったもの。カップリングは彼らの他の持ち芸となっている。

## 収録曲
（全作詞：テツandトモ、作曲：トモ）
1. なんでだろう 〜こち亀バージョン〜 [4:16]
編曲：三沢またろう
2. なんでだろう [3:45]
編曲：トモ
3. 必ずいるんだよね [1:43]
編曲：トモ
4. ちょっとだけはずかしいの [3:08]
編曲：トモ
5. なんでだろう 〜両さんバージョン〜 [1:24]
編曲：三沢またろう
6. なんでだろう 〜こち亀バージョン〜（インストゥルメンタル） [4:16]

## 収録アルバム
- サントラ『こち亀百歌選～主題歌ベストコレクション～』（2003年3月19日）
- サントラ『こちら葛飾区亀有公園前派出所 THE MOVIE 2』（2003年12月17日）
※〜両津＆本田バージョン〜
- オムニバス『輝け!週刊少年アニメ王・増刊号』（2005年10月19日）

| テレビアニメ『こちら葛飾区亀有公園前派出所』エンディングテーマ 2003年1月5日 - 2003年6月8日 | |                                   |
| 前作: 両津勘吉とこち亀うぃ〜ん合唱団 「おいでよ亀有」                                      | テツandトモ 「なんでだろう 〜両さんバージョン〜」 （2003年1月5日 - 2003年3月23日）テツandトモ 「なんでだろう 〜こち亀バージョン〜」 （2003年4月6日 - 2003年6月8日） | 次作: NICEGUY人 「Hai, Irasshai」 |